# Parasarsiella vibex
Parasarsiella vibex is een mosselkreeftjessoort uit de familie van de Sarsiellidae. De wetenschappelijke naam van de soort is, als Metasarsiella vibex, voor het eerst geldig gepubliceerd in 1991 door Kornicker.